# Guadalcázar (Córdoba)
Guadalcázar er en by og kommune i det sydlige Spanien i provinsen Córdoba. Den har et indbyggertal på 1.556 (2024) indbyggere.